# Command & Conquer: Red Alert 3
Command & Conquer: Red Alert 3 es un videojuego de estrategia en tiempo real de la serie Command & Conquer desarrollado por EA Los Ángeles y publicado por Electronic Arts en el año 2008. Anunciado el 14 de febrero de 2008, fue lanzado el 28 de octubre para PC con Microsoft Windows y tres días más tarde en Europa. Una versión para Xbox 360 ya fue lanzada así como la de PlayStation 3, aunque este último fue retrasado debido a dificultades con la arquitectura del sistema. Command & Conquer: Red Alert 3 forma parte de la subserie Red Alert dentro de la saga Command & Conquer.
El juego ocurre en un universo paralelo en el cual la Segunda Guerra Mundial nunca pasó y la Unión Soviética y el Imperio del Sol Naciente se elevaron, en cambio, como una amenaza en los años 50. Las tres facciones son jugables, siendo el principal modo de juego construir una base, recolectar recursos y entrenar ejércitos de tierra, aire y mar para derrotar a otros jugadores. Cada facción tiene una campaña totalmente cooperativa, jugable con un IA o con otro jugador humano en línea. Las campañas siguen una línea histórica, con objetivos específicos en las misiones y restricciones de unidades. Batallas no restringidas contra la computadora y multijugador vía LAN están también disponibles.
El juego recibió mayormente buenas críticas, algunos citan a los componentes cooperativos y multijugadores como fuertes junto con el mejorado rol del combate naval comparado a otros juegos de estrategia en tiempo real. Algunas debilidades encontradas incluyen aspectos como la capacidad de las unidades de encontrar el camino para llegar a otro punto.

## Trama de la historia
En los anteriores juegos de Red Alert, Albert Einstein creó la Máquina del Tiempo y la usó para viajar al pasado y hacer desaparecer a Adolf Hitler del continuo espacio-tiempo y así prevenir el surgimiento de la Alemania Nazi y el Conflicto Bélico denominado Segunda Guerra Mundial. Habiendo cambiado la Historia, Einstein nunca pensó lo que sucedería tras hacer dicho cambio: al no estar Hitler, no surgió la Alemania Nazi, por ende, la Unión Soviética no tenía razón alguna para aliarse con los "Aliados" occidentales. Tras esto, comenzó a tomar posesión de Países Europeos, dando inicio a una Segunda Guerra Mundial alternativa, donde las fuerzas Aliadas combatirían fervientemente contra la Unión Soviética.
Tras estos hechos, han surgido dos Guerras entre las Facciones Aliadas y Soviéticas, perdiendo siempre esta última. Pasado el tiempo, el actual líder de una decaída Unión Soviética tiene planes de viajar por el tiempo hacia el año 1927 y asesinar a Albert Einstein, para cambiar el transcurso de la historia y restablecer el poder de la Gran Unión Soviética. Sin embargo, durante su misión, algo salió horriblemente mal. Una línea temporal alterna fue creada inadvertidamente, borrando los hechos de las dos antiguas Guerras. Mientras, los Aliados (Vencedores indiscutibles de las dos primeras guerras) estaban al borde de perder Europa, a pesar de que los Aliados no estaban plenamente deficientes pues mantenían la Cronoesfera y la Tecnología Prisma (Ahora llamada "Spectrum"). Pero debido a la eliminación de Einstein no existe dato alguno sobre las bombas nucleares, por ende, la Unión Soviética perdió todo ese arsenal. Y lo peor sigue: una nueva superpotencia mundial ha aparecido con tecnología nunca antes vista (no es ni similar a la Aliada ni a la Soviética). Se trata de una facción llamada Imperio del Sol Naciente (japoneses), inclinados hacia la dominación del Mundo. De este modo existen tres vías para tomar esta Guerra, sea para dominar o salvar el mundo, en una nueva "Tercera Guerra Mundial": si se juega la campaña soviética, estos ganan a los aliados; si se juega la campaña aliada, estos ganan a los soviéticos, como en Red Alert 1 y 2, y si se juega la campaña japonesa, se acaba por vencer a estos dos últimos para dominar al mundo y cumplir el destino divino del imperio.

## Campaña
Tras el viaje en el tiempo, el Dr. Zelinsky, el general soviético Krukov y el coronel Cherdenko, se encuentran con una línea temporal donde ellos están a punto de vencer a las Naciones Aliadas. Dentro de su alegría, el coronel Cherdenko descubre que es el Premier de la Unión Soviética. Sin embargo todo se vuelve negro cuando un ataque los pilla por sorpresa, cuando la oficial de inteligencia Dasha Fedorovich, le comunica de un ataque a gran escala del Imperio, a lo que el general Krukov pregunta, "¿Cuál Imperio?", de esa forma, una tercera facción aparece en la línea de tiempo. Cherdenko ordena primero el rechazo de la invasión del Imperio de los territorios soviéticos y luego, ataca directamente al liderazgo imperial, para continuar con la batalla ante los Aliados, que termina en Nueva York.
Los Aliados, por su parte, no disponen de las grandes tecnologías de Einstein, por lo que su superioridad es nula en esta línea temporal. Están a punto de perder Europa y todo pende de un hilo, pero tras numerosas batallas contra el Imperio y luego el asalto final a Leningrado, los Aliados logran la paz.
El imperio comienza su invasión destruyendo monumentos importantes de la Unión Soviética. Luego de que el Emperador Yoshiro descubre que el tiempo actual fue una treta de los soviéticos usando una máquina del tiempo, cree que no hay un futuro divino, si éste se puede manipular, y le hace entrega del Imperio a su hijo, el Príncipe Tatsu.

## Facciones y Personajes

### Unión Soviética
Natasha Volkova: Una leyenda entre las agentes y los Comandos. Volkova es una francotiradora legendaria
con una gran reputación por su puntería. Según el juego, su talento supuestamente fue descubierto
en una temprana edad, pero las preguntas existen en cuanto a su identidad, personalidad, y
capacidades, con alguna sospecha de que los aspectos de ella, pueden haber sido fabricados para
objetivos de propaganda. Aún tienen que confirmar su papel exacto en la campaña, pero Volkova aparecerá en los videos y como una unidad dentro del juego mismo. Interpretada por Gina Carano.
Premier Anatoly Cherdenko: Líder de la Unión Soviética. Interpretado por Tim Curry.
Doctor Gregor Zelinsky: Responsable de la máquina para viajar en el tiempo, la cual usan en su misión de eliminar a Einstein. Interpretado por Peter Stormare.
General Nikolai Krukov: General de la Unión Soviética (antes y después del viaje del tiempo). Aparece junto a Cherdenko y Zelinsky en la máquina. Interpretado por Andrew Divoff.
Dasha Fedorovich: Aparece en la renovada oficina del Kremlin, le advierte al Premier del ataque del Imperio del Sol Naciente. Interpretada por Ivana Miličević.
Comandante Oleg Vodnik: Comandante de las fuerzas soviéticas. Interpretado por Dimitri Diatchenko.
Comandante Nikolai Moskovin: Comandante de las fuerzas soviéticas. Interpretado por Gene Farber.
Comandante Zhana Agonskaya: Comandante de las fuerzas soviéticas. Interpretada por Vanessa Branch.

### Fuerza de las Naciones Aliadas
Agente especial Tanya Adams: Apareció en los juegos anteriores, Red Alert y Red Alert 2. En la página oficial de Red Alert 3, en la sección "Facciones", se anunció su regreso oficial al juego. Posee las mismas habilidades que sus versiones anteriores más una nueva: un arma llamada "El Cronocinturón" que la teletransporta cinco segundos en el pasado. Esto le permite volver en el tiempo cuando se vea emergida en una situación peligrosa. Interpretada por Jenny McCarthy. Otros detalles son desconocidos.
Teniente Eva McKenna: Teniente a cargo de Inteligencia, te informara antes de cada misión. Gemma Atkinson.
Presidente Howard T. Ackerman: Presidente de los Estados Unidos, interpretado por J. K. Simmons.
Mariscal Robert Bingham: General británico y Comandante en Jefe de las fuerzas Aliadas, interpretado por Jonathan Pryce.
Comandante Warren Fuller: Comandante de las fuerzas Aliadas, Interpretado por el campeón UFC de peso pesado Randy Couture.
Comandante Lisette Hanley: Comandante de las fuerzas Aliadas, interpretada por Autumn Reeser.

### Imperio del Sol Naciente de Japón
Suki Toyama: Es la oficial japonés que informa y ayuda al jugador. Interpretada por Kelly Hu.
Emperador Yoshiro: Líder del Imperio del Sol naciente. Interpretado por George Takei.
Príncipe heredero Tatsu: Príncipe del Imperio del Sol Naciente. Interpretado por Ron Yuan.
Yuriko Omega: Comando especial del Imperio del Sol Naciente. Posee poderes psiónicos y el literalmente un arma viviente. No se tiene información de su pasado ni origen más allá de su participación en el Programa Omega.
Comandante Kenji Tenzai: Comandante del Imperio del Sol Naciente. Interpretado por Jack J. Yang
Comandante Shinzo Nagama: Comandante del Imperio del Sol Naciente. Interpretado por Bruce A. Locke
Comandante Naomi Shirada: Comandante del Imperio del Sol Naciente. Interpretada por Lydia Look

## Descripción del terreno de batalla
Diferenciándose de las dos entregas anteriores de la saga Red Alert, Command & Conquer Red Alert 3 tiene una nueva visión de despliegue de terreno. Ahora cada facción tiene su propia forma de construcción, además de poseer unidades únicas.
Dentro de las características místicas de la saga Red Alert es, sin duda alguna, la "Batalla Naval" puesto que las otras historias, si bien cuentan con unidades navales, no poseen la habilidad de ser controlados por el Jugador. Esta característica no se pierde en este juego, es más, algunos de los Desarrolladores han dicho que "Quien controla los océanos, controla la Guerra".
Algunas características que el juego implementa:
- Puedes construir algunas de tus estructuras tanto en tierra como en mar.
- Cada facción tiene su propia forma de despliegue de estructuras en el campo de batalla.
- Cada facción tiene su propio árbol tecnológico que la hace única y diferente de las demás.
- Todas las unidades cuentan con habilidades primarias y secundarias.
- Como en el Command & Conquer 3: Tiberium Wars las unidades se crean por cuartel (y no como el Command & Conquer Red Alert 2 que mientras más cuarteles tengas más rápido creas las unidades)
- Se ha confirmado la existencia de dos superarmas para cada facción (igual que en entregas anteriores).
- El retorno de unidades épicas como los Kirov Airships, Apocalypse tanks, Mirage, entre otros.
- A diferencia de Command & Conquer 3: Tiberium Wars, la infantería se compra por "unidad" y no por "pelotón".

## Uprising
Command & Conquer Red Alert 3: Uprising es un videojuego de estrategia en tiempo real desarrollado por EA Los Ángeles y publicado por Electronic Arts. Es la expansión del Command & Conquer: Red Alert 3. Actualmente está previsto que solo se liberarán versiones para Microsoft Windows y se ofrecerá a través de la distribución digital. No requiere del Red Alert 3 para jugar. Cuenta con alrededor de 30 nuevos mapas de escaramuza tradicional y muchos de estos tienen lugar en los nuevos ambientes. No contiene el modo de juego cooperativo o juego en línea.

### Campaña
Uprising empieza donde la campaña de los Aliados del juego original dejó (siendo estos los supuestos ganadores de esta "loca" guerra). Cuatro "mini-campañas" están disponibles, una para cada facción del Red Alert 3 y un bono centrado en los orígenes de Yuriko Omega, la misteriosa psico-comando del Imperio del Sol Naciente. La campaña de Yuriko cambia el modo de juego, ya que no se pueden construir unidades y se maneja solo el personaje de Yuriko que cuenta con habilidades especiales que hay que desarrollar acercándose a unos centros de conexión (un pequeño terminal de ordenador) y de esa manera aumentar sus cuatro poderes (destrucción de los enemigos de los alrededores, control mental, escudo protector y mover objetos). Inicialmente estarán disponibles las campañas de la Unión Soviética y Yuriko Omega, la campaña de los Aliados y el Imperio del Sol Naciente estarán disponibles después de terminar la primera misión de la campaña soviética.

## Desarrollo
Una tercera entrega del juego fue anunciada por EA, por el líder de C&C Mark Skaggs en diciembre de 2004. corto tiempo después del lanzamiento de Lord of the Rings: The Battle for Middle Earth. Sin embargo, Mark Skaggs dejó EA por razones sin especificar al poco tiempo de su anuncio, y no hubo declaración alguna de Red Alert 3 sino hasta 3 años más tarde. En febrero de 2008, las empresas estadounidenses PC Gamer y Hungarian PC Guru revelaron que se va a desarrollar “Red Alert 3” como un futuro proyecto. El 14 de febrero de 2008, EA anunció oficialmente que Red Alert 3 estaba en producción y publicó imágenes, entrevistas y detalles de un Test del juego en versión Beta. El Test del Beta se inició el día 18 de septiembre y finalizó el día 26 del mismo mes con una gran cantidad de usuarios en línea. El Juego se lanzará al mercado el 30 de octubre de 2008 para PC y el 11 de noviembre de 2008 para X-BOX 360.

### Banda sonora
El compositor Frank Klepacki debe volver para la banda sonora del juego. Cuando fue entrevistado en cuanto al asunto, Klepacki indicó un deseo fuerte de hacerlo, pero admitió que debido al hecho que él está siendo empleado por EA y actualmente trabaja para Juegos Petroglyph, esto puede ser contractualmente imposible. En la Comunidad de RA3 en junio de 2008, Klepacki mostró un vídeo a la comunidad entera de C&C en la cual declaró que él había sido contratado para trabajar en Red Alert 3, y que él componía el Hell March el día 3 de marzo, la actualización más reciente del tema icónico de Red Alert.
Los compositores James Hannigan y Timothy Wynn también son asociados con la mayor parte de la música de Red Alert 3, pero EA no ha hecho ninguna declaración oficial en cuanto al grado de su participación en la banda sonora del juego

### Dirección de Derechos Digital
El Productor ejecutivo Chris Corry declaró que Red Alert 3 tendría el sistema de DRM SecuROM, limitando el número de instalaciones a 5. SecuROM también lo incluye otros juegos como Crysis Warhead, BioShock, Alone in the Dark, Spore y Mass Effect

### Pruebas públicas beta
El comunicado de prensa informa que los usuarios de computadora pueden hacerse elegibles para la versión beta del multijugador de prueba del programa comprando una copia de Command & Conquer 3: La Ira de Kane o Command & Conquer 3 Colección Limitada, y el registrar un código especial contenido dentro de estos antes del 15 de septiembre de 2008. Las sesiones de pruebas de beta están ya bien en camino y los probadores pueden relatar cualquier presencia de virus en esta versión.
El 24 de julio de 2008, puede que quien registró su código beta cerca de la liberación de la Ira de Kane recibió la declaración de un correo electrónico que los participantes comenzarían a recibir su Llave y el eslabón de Descargado de Cliente a lo largo de julio tardío y agosto.

## Recepción
Command & Conquer: Red Alert 3 ha recibido en general críticas positivas, resaltando los aspectos cooperativo y multijugador.[cita requerida]
Las críticas negativas incluyen problemas en el acceso a una campaña cooperativa en línea cuando el juego fue inicialmente lanzado. [cita requerida] Esto fue solucionado por EA con el parche 1.01. El parche 1.02 fue lanzado la misma semana, corrigiendo revisiones agresivas del parche que podrían resultar en ralentización el menú principal. El parche 1.03 se publicó para mejorar al anterior. El parche 1.04 fue publicado el 13 de noviembre. El siguiente, 1.05, agregó salas cooperativas y balances en el juego.
El parche 1.05 vino con un Worldbuilder, un creador de mapas para Red Alert 3. El parche 1.06 fue finalmente capaz de resolver muchos de los "bugs", fallas y el error de la grúa. Red Alert 3 ha publicado 6 parches oficiales desde su salida el 28 de octubre, logrando un promedio de casi uno por semana.